# Exposición Universal de Bruselas (1897)
La Exposición Universal de Bruselas (1897) se celebró del 10 de mayo al 8 de noviembre de 1897 en Bruselas, Bélgica. Dicha exposición se construyó sobre una superficie de 132 hectáreas, contó con la presencia de 27 países y fue visitada por 7.800.000 personas.
La exposición internacional de Bruselas estaba instalada en dos puntos: la parte principal, la verdadera Exposición, ocupaba los terrenos y jardines que sirvieron para el certamen del año 1888, y todo lo relativo al Estado del Congo, la parte colonial, se había colocado en el parque de Tervueren, que dista de la capital unos 14 km aproximadamente.
El rey Leopoldo II había armado una representación del Congo con 267 hombres, mujeres y niños traídos de África, entre los que se contaban dos pigmeos. Llegaron casi un millón de visitantes entusiastas, que arrojaban comida a los africanos, quienes terminaron indigestados. Las autoridades colocaron un cartel: “Los negros son alimentados por el comité organizador”. 
La exposición de Bruselas tiene para su servicio dos líneas de tranvía: la primera arranca del parque, en la ciudad alta, sigue la Rue de la Loi, penetra en el jardín de la exposición y para por delante de la fachada que llaman monumental, que en ese entonces tenía trozos de lienzo pintados a modo de decoración teatral. La segunda empieza muy cerca de la anterior en la plaza de Lovaina, tenía una estación bien puesta al lado de la fachada monumental y continua hasta la entrada del parque de Tervueren, con una longitud total de casi 14 km.
	A este parque conduce también un ramal de ferrocarril que empalma con la línea de Bruselas a Namur, saliendo trenes directos desde las dos estaciones Norte y Barrio Leopoldo.
	Por último, dentro del parque de Tervueren, se construyó una línea de ferrocarril muy estrecha que da vueltas a todas las instalaciones.

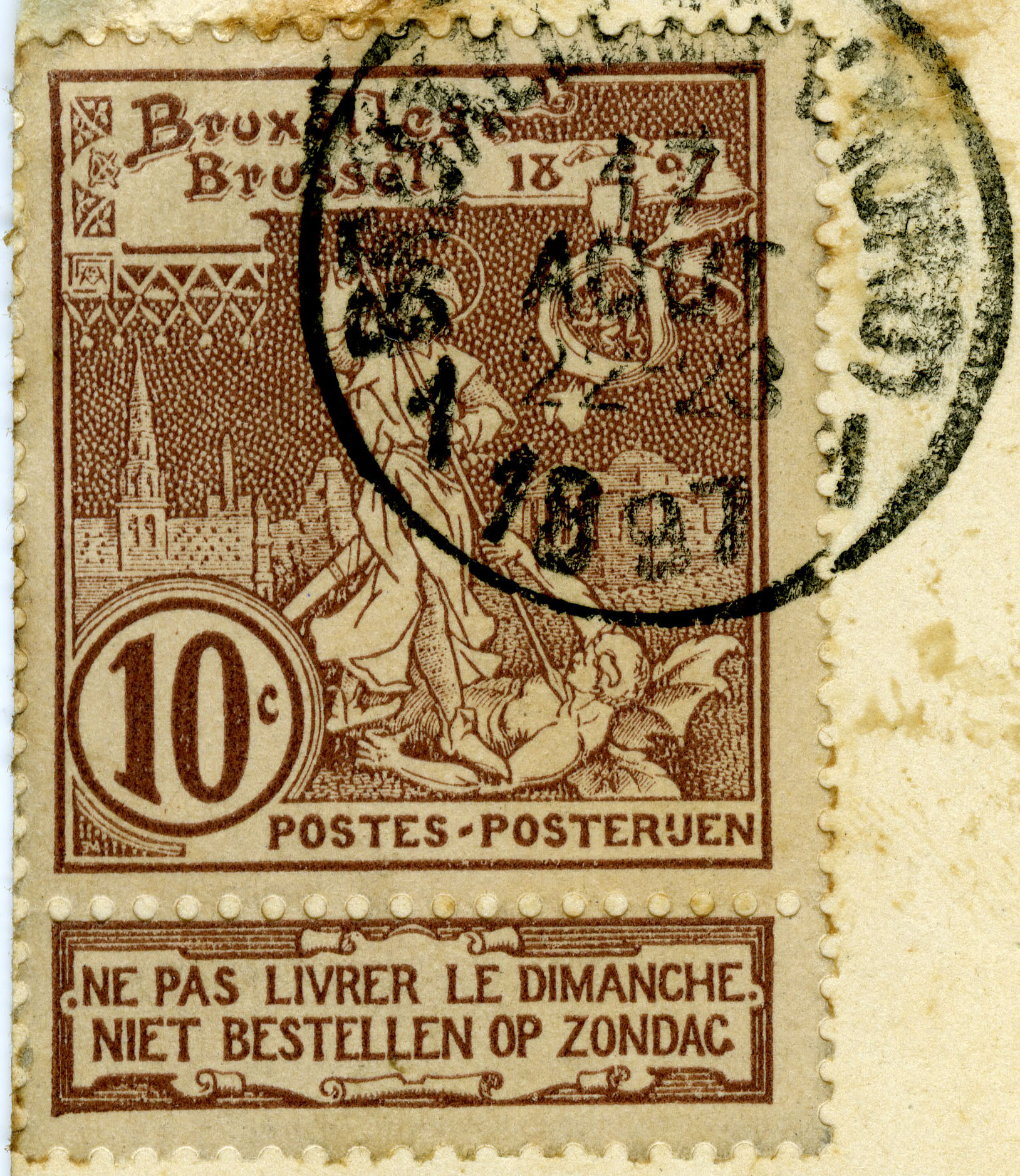

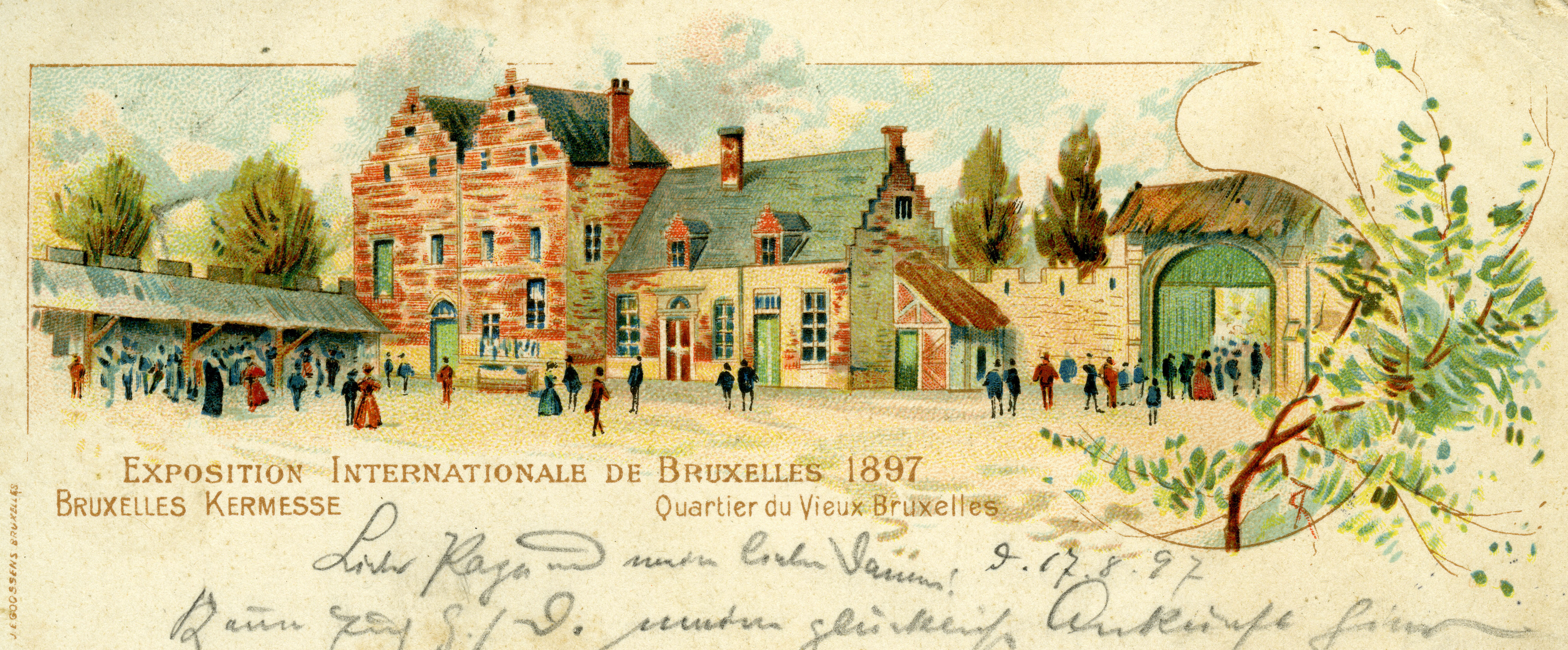